# Rangfunktion (Wahrscheinlichkeitstheorie)
Eine Rangfunktion wird zur Repräsentation von Unsicherheit verwendet, sie drückt den Grad der Überraschung aus, der mit dem Eintritt des Ereignisses verbunden wird bzw. den Glaubensgrad. 
Ein Rang 0 bedeutet keine Überraschung, Rang 1 ein wenig überraschend, Rang 2 ziemlich überraschend usw. Der Rang {\displaystyle \infty } bedeutet derart überraschend, dass es unmöglich ist.
Es handelt sich hierbei um einen Ansatz alternativ zur konventionellen Repräsentation mit Hilfe der Wahrscheinlichkeitstheorie.

## Beispiel
Der Wurf einer Münze könnte durch eine Rangfunktion mit
{\displaystyle \kappa ({\mbox{Kopf}})=\kappa ({\mbox{Zahl}})=0,\kappa ({\mbox{Rand}})=3}
modelliert werden.

## Definition
Eine Rangfunktion {\displaystyle \kappa } ist eine Abbildung
{\displaystyle \kappa \colon 2^{W}\to \mathbf {N} ^{*}},
wobei 
{\displaystyle \mathbf {N} ^{*}=\mathbf {N} \cup \{\infty \}}
von einer Teilmenge einer Menge W von möglichen Welten in die um Unendlich ergänzten natürlichen Zahlen (einschließlich 0), mit folgenden Eigenschaften:
- (Rk 1):

{\displaystyle \kappa (\emptyset )=\infty }
- (Rk 2):

{\displaystyle \kappa (W)=0}
- (Rk 3):

{\displaystyle \kappa (U\cup V)=\min(\kappa (U),\kappa (V))}, falls {\displaystyle U} und {\displaystyle V} disjunkt sind
Damit auch bei unendlichen Mengen der Rang durch die einelementigen Mengen (Singletons) bestimmt ist, 
{\displaystyle \kappa (U)=\min _{u\in U}\kappa (u)},
was dann zur Einhaltung von (Rk 2) wenigstens ein Element aus {\displaystyle W} mit Rang 0 verlangt,
fordert man die Verschärfung
- (Rk 3+):

{\displaystyle \kappa (\bigcup _{i\in I}U_{i})=\min\{\kappa (U_{i})|i\in I\}} für beliebige Indexmengen {\displaystyle I} und paarweise disjunkte indizierte Mengen {\displaystyle U_{i}}
Ein Gegenbeispiel wäre für {\displaystyle W=\mathbf {N} } eine Rangfunktion, welche jeder unendlichen Teilmenge den Rang 0 und jeder endlichen Teilmenge den Rang {\displaystyle \infty } zuordnet. Es würde (Rk 1) bis (Rk 3) erfüllen.

## Geschichte
Rangfunktionen wurden erstmals von Wolfgang Spohn unter dem Namen ordinale Konditionalfunktionen definiert. Sie konnten dort sogar Ordinalzahlen als Werte annehmen (ordinale Rangfunktion). Die Interpretation als Grad der Überraschung stammt von G. L. S. Shackle. Der Name ranking functions stammt von Judea Pearl.